# Маделайне Егле
Маделайне Егле (нім. Madeleine Egle) — австрійська саночниця, олімпійська  медалістка.
Бронзову олімпійську медаль Егле виборола на Пхьончханській олімпіаді 2018 року за третє місце у змішаній естафеті.

## Виноски
1. ↑  https://www.olympedia.org/athletes/136733
2. ↑  (unspecified title) — Міжнародна федерація санного спорту.
3. ↑  Team relay results (PDF). Архів оригіналу (PDF) за 28 лютого 2018. Процитовано 16 квітня 2018.